# Miklós Kocsár
Miklós Kocsár   (Debrecen, 21 de desembre de 1933 - Budapest, 29 d'agost de 2019) va ser un compositor hongarès. Va néixer a Debrecen, Hongria, i va estudiar composició a l'Acadèmia de Música de Budapest amb Ferenc Farkas, obtenint el títol el 1959. Després de completar els seus estudis, va el 1972 començà a exercir com a Professor al Conservatori Béla Bartók de Budapest, on ensenyava teoria i composició. Entre 1974 i 1995 va treballar a la Ràdio hongaresa. El 1973 va guanyar el Premi Erkel.